# Блерим Џемаили
Блерим Џемаили (мкд. Блерим Џемаили, алб. Blerim Xhemaili; 12. април 1986) бивши је швајцарски фудбалер албанског порекла који је играо на позицији везног играча.
Џемаили је родом из тетовског села Боговиње.

## Успеси

### Клупски
Цирих
- Суперлига Швајцарске: 2005/06, 2006/07.
- Куп Швајцарске: 2004/05.

Наполи
- Куп Италије: 2011/12, 2013/14.

Галатасарај
- Суперлига Турске: 2014/15.
- Куп Турске: 2014/15.